# Carcariniformes

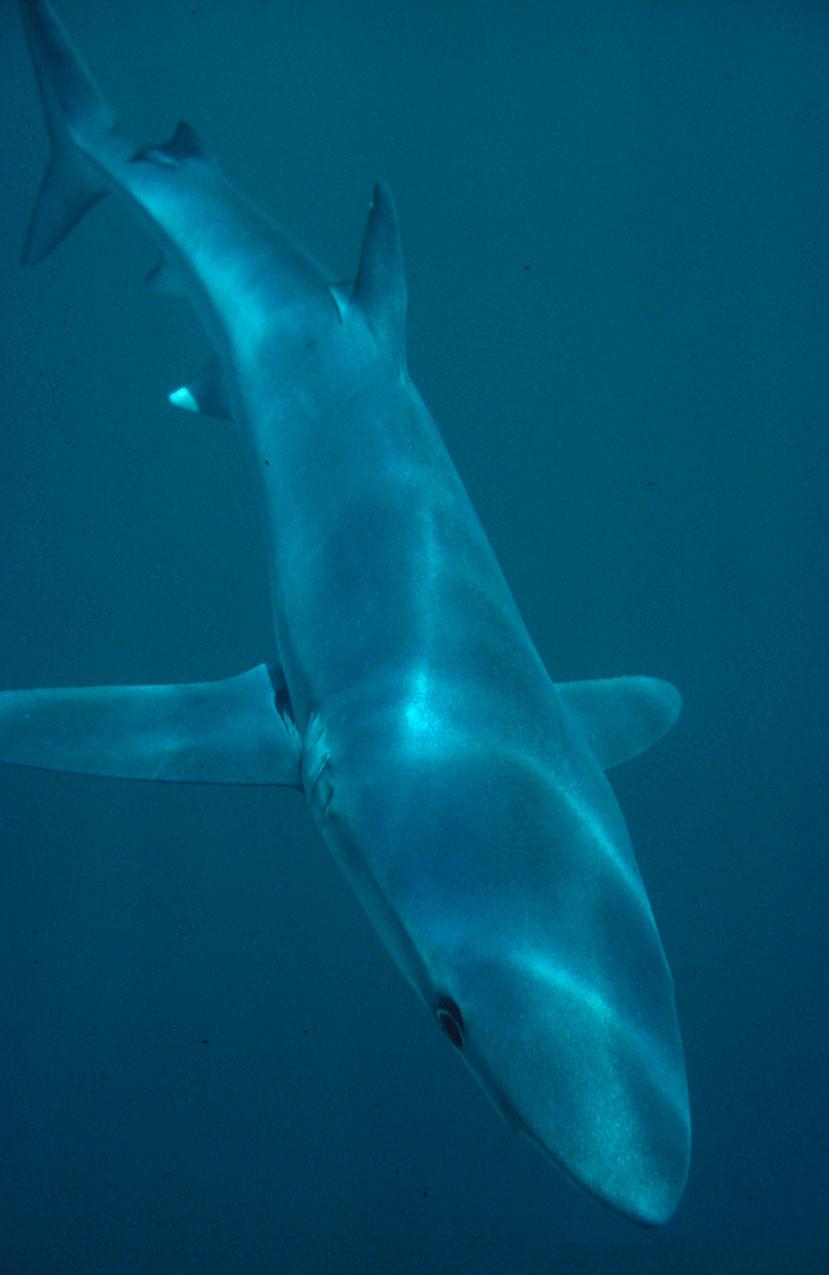
Tintorera (Prionace glauca)

Els carcariniformes (Carcharhiniformes) són l'ordre de taurons més abundant, amb 270 espècies, algunes de les quals perilloses per als humans.

## Morfologia
- Mostren una gran diversitat de formes i mides.
- Presenten el cos molt allargat.
- Tenen una aleta anal i dues dorsals.
- Tenen membrana nictitant.[1]

## Hàbitat
Tant poden ésser espècies pelàgiques (com la tintorera) o bentòniques (com el Scyliorhinus canicula).

## Distribució geogràfica
Són molt abundants en aigües tropicals, però també són molt freqüents a mars temperats.

## Famílies
- Carcharhinidae o carcarínids
- Hemigaleidae
- Leptochariidae o gat lleopard
- Proscylliidae
- Pseudotriakidae o mussola falsa d'aleta llarga
- Scyliorhinidae o esciliorínid
- Sphyrnidae o taurons martell
- Triakidae o triàquid[2][3]